# Алвин, Родриго
Родриго Оливейра да Силва Алвин, либо просто Родриго Алвин (порт. Rodrigo Oliveira da Silva Alvim; 23 ноября 1983, Порту-Алегри) — бразильский футболист, защитник.

## Биография
После своего профессионального дебюта на родине в 2003 году в СЭР Кашиас, Алвин перебрался в «Гремио», а через год и в «Парану». В июле 2006 года был продан в португальский клуб «Белененсиш».
В июле 2008 года, после двух удачных сезонов в первом дивизионе, Алвин подписал 3-летний контракт с немецким «Вольфсбургом». В его составе он стал чемпионом Германии, хотя и сыграл всего две игры.
В январе 2010 года контракт Алвина закончился и он решил вернуться на родину во «Фламенго».

## Статистка последних выступлений
По состоянию на 3 апреля 2011 года.
| Клуб     | Сезон | Чемпионат Бразилии | Чемпионат Бразилии | Кубок Бразилии | Кубок Бразилии | Кубок Либертадорес | Кубок Либертадорес | Южноамериканский кубок | Южноамериканский кубок | Лига Кариока | Лига Кариока | Всего | Всего |
| Клуб     | Сезон | Матчи              | Голы               | Матчи          | Голы           | Матчи              | Голы               | Матчи                  | Голы                   | Матчи        | Голы         | Матчи | Голы  |
| -------- | ----- | ------------------ | ------------------ | -------------- | -------------- | ------------------ | ------------------ | ---------------------- | ---------------------- | ------------ | ------------ | ----- | ----- |
| Фламенго | 2010  | 3                  | 0                  | -              | -              | 2                  | 2                  | -                      | -                      | 7            | 0            | 12    | 2     |
| Фламенго | 2011  | 0                  | 0                  | 0              | 0              | -                  | -                  | 0                      | 0                      | 2            | 0            | 2     | 0     |
| Всего    | Всего | 3                  | 0                  | 0              | 0              | 2                  | 2                  | 0                      | 0                      | 9            | 0            | 14    | 2     |

## Достижения
«Парана»
- Чемпион штата Парана (1): 2006

 «Вольфсбург»
- Чемпион Германии (1): 2008/09

 «Фламенго»
- Чемпион штата Рио-де-Жанейро (1): 2011